# Achewiq
Achewiq (en kabyle : acewwiq) est un style musical Kabyle, autrefois réservé aux femmes pour exprimer un sentiment de joie ou de deuil.

## Présentation
Il est « chanté » sans instrument sous une forme mélodieuse avec des longueurs d'onde à couper le souffle. Parmi ses interprètes se distinguent : Lla Yamina, Lla Zina, Lla Ounissa, Chérifa, Dhrifa, Ourida, Hnifa, Nouara, la mère de Lounès Matoub (source d'inspiration du chanteur) et bien d'autres.
C'est la musique traditionnelle de Kabylie, souvent chantée par les femmes, qui aborde des thèmes divers. Le mot achewiq signifie en kabyle « phrase ». L'achewiq peut être aussi une joute poétique, les thèmes abordés sont exprimés par des métaphores ou des images. Les personnes qui l’écoutent doivent comprendre le sens au-delà des vers. Ce style de chant est toujours réservé aux femmes, c'est une sorte « d’échange », par des interrogations d'une part, et par des affirmations d'autre part. Il peut être improvisé.
Ces chants traditionnels risquent de disparaître faute de transcription et de conservation destinées à préserver ce patrimoine musical.